# Taut-Kiosk

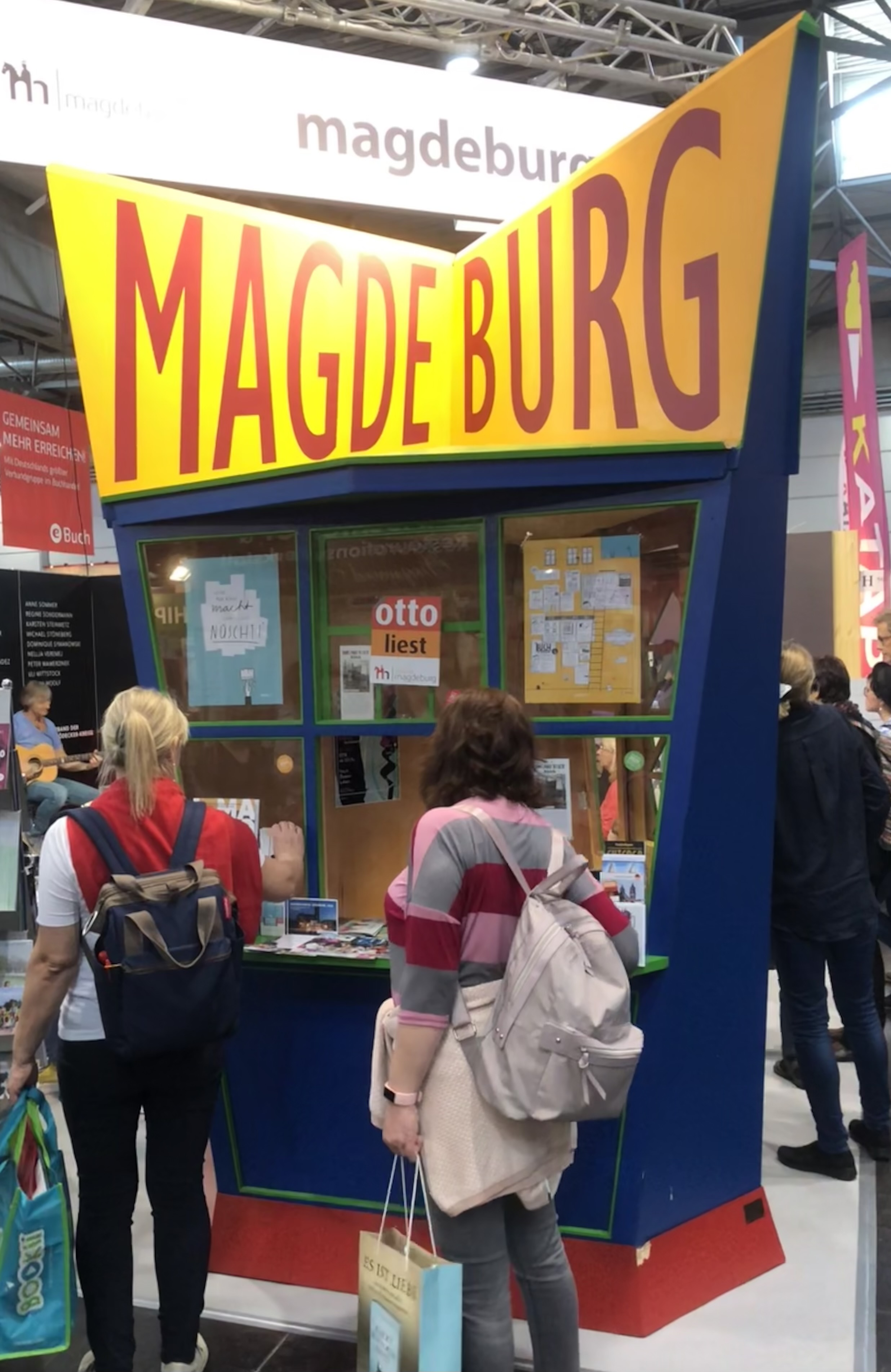
Rekonstruktion eines kleinen Taut-Kioskes auf der Leipziger Buchmesse 2019

Der Taut-Kiosk war ein Kiosk mit charakteristischer expressionistischer Form- und Farbgebung, der speziell in bzw. für die Stadt Magdeburg im heutigen Sachsen-Anhalt eingesetzt wurde.

## Geschichte und Gestaltung
Der Kiosk ging auf einen Entwurf des Architekten und Stadtplaners Bruno Taut zurück, der ab 1921 als Stadtbaurat in Magdeburg wirkte. Im Auftrag der Buchhandlung Wahle wurden ab 1921 zwölf der Kioske gebaut und im Magdeburger Stadtgebiet aufgestellt, drei davon in einer kleineren Variante. Die Zeitungskioske waren durch ihre Gestaltung prägend für das Magdeburger Straßenbild in den 1920er und 1930er Jahren. Sie gelten als Sinnbild des Neuen Bauens, für das Magdeburg unter Taut ein wichtiges Zentrum wurde.
In der Zeit des Nationalsozialismus in den 1930er Jahren verschwanden die Kioske.
Im Jahr 2015 wurde anlässlich der Beteiligung der Stadt Magdeburg auf der Leipziger Buchmesse einer der kleineren Kioske von der Magdeburger Tischlerei Linke nachgebaut und als Teil des Messestandes genutzt. Der nachgebaute Kiosk wurde seitdem häufiger für Präsentationen der Stadt Magdeburg eingesetzt. Auf Antrag der Ratsfraktion Die Linke beschloss der Magdeburger Stadtrat 2020 eine Prüfung, ob eine Wiederaufstellung von Nachbauten des Taut-Kiosks möglich sei. Die Stadtverwaltung stellte eine Machbarkeitsstudie in Aussicht; 2021 wurde sie für 2023 angekündigt, jedoch lag sie bis Juli 2024 nicht vor.

## Historische Aufstellungsorte
Nachfolgend sind die bekannten historischen Standorte, sortiert nach aktuellen Straßennamen, aufgeführt.
| Örtlichkeit                                                                                       | Stadtteil | Variante | Zeitraum           | Bild                                           |
| ------------------------------------------------------------------------------------------------- | --------- | -------- | ------------------ | ---------------------------------------------- |
| Alter Markt, an der Einmündung des Schwibbogens                                                   | Altstadt  | klein    | zumindest 1927     | Alter Markt an der Einmündung des Schwibbogens |
| Breiter Weg, nordwestlich vor der Katharinenkirche                                                | Altstadt  | klein    | zumindest 1927     | Kiosk vor der Katharinenkirche                 |
| Breiter Weg, Ecke Oranienstraße (heutige Danzstraße)                                              | Altstadt  | groß     |                    |                                                |
| Kleiner Werder, an der Strombrücke                                                                | Werder    | klein    |                    |                                                |
| Vor dem Polizeipräsidium; heutiger Platz des 17. Juni                                             | Sudenburg | groß     | zumindest vor 1927 | Vor dem Polizeipräsidium                       |
| Vor dem Zentraltheater auf dem Staatsbürgerplatz/Kaiser-Wilhelm-Platz; heutiger Universitätsplatz | Altstadt  | groß     | zumindest vor 1927 | Vor dem Zentraltheater                         |